# John Beaumont
John Beaumont (vers 1636 - 3 juillet 1701) est un soldat anglais à l'époque de la Glorieuse Révolution et un homme politique qui siège à la Chambre des communes entre 1685 et 1695.

## Biographie
Beaumont est né à Burton, Lincolnshire, le fils de Sapcote Beaumont, 2e vicomte Beaumont de Swords et son épouse Bridget Monson. Il fait ses études à l'école de Market Bosworth et est admis au Christ's College de Cambridge à l'âge de 17 ans le 3 novembre 1653. Il assiste le roi Charles II en exil et est nommé capitaine dans le régiment hollandais, devenant lieutenant-colonel en 1685 .
En 1685, Beaumont est élu député de Nottingham et détient le siège jusqu'en 1689.
En 1688, le régiment de Beaumont est dirigé vers Portsmouth sous le duc de Berwick. Beaumont est l'un des officiers impliqués dans l'affaire des capitaines de Portsmouth, qui ont refusé d'accepter des recrues irlandaises dans le régiment contre les instructions du roi Jacques II pour que tous les régiments acceptent un quota de soldats irlandais. Le 10 septembre 1688, les officiers sont traduits devant un conseil de guerre et privés de leur grade ,.
Beaumont rejoint Guillaume d'Orange à Torbay et le 31 décembre 1688 et est récompensé par une promotion au grade de colonel du régiment. Beaumont est élu député de Hastings en août 1689 et occupe le siège jusqu'en 1695.
Beaumont est allé avec son régiment en Irlande, où il débarque le 13 août 1689 et prend part au siège de Carrickfergus. Il continue à Dundalk et est présent à la bataille de la Boyne en juillet 1690. Il prend également part au siège infructueux de Limerick et fait partie de l'expédition dirigée par John Churchill qui a capturé Cork et Kinsale. Le régiment est resté en poste en Irlande en 1691, prenant part au deuxième siège de Limerick et est retourné en Angleterre en février 1692. Beaumont sert également en Flandre . Il est devenu gouverneur du Château de Douvres. Il quitte le Parlement et démissionne de sa commission en 1695  .
En mai 1695, après une querelle au Parlement, Beaumont se bat en duel avec Sir William Forrester et le désarme .
Beaumont épouse Felicia Mary Fermor, fille de Sir Hatton Fermor, et se remarie avec Philippa Carew, fille de Sir Nicholas Carew. Il n'a pas d'enfants .